# La Danse de Paris
Pour les articles homonymes, voir La Danse.
La Danse de Paris – ou simplement La Danse – est un triptyque réalisé par le peintre français Henri Matisse en 1931-1933. Ces huiles sur toile représentent des danseurs nus figurés en gris clair sur un fond bleu, noir et rose. Elles sont conservées au musée d'Art moderne de la ville de Paris, à Paris.
Peinte à la suite d'une commande d'Albert Barnes, La Danse de Paris est précédée de nombreux travaux préparatoires, parmi lesquels La Danse inachevée, également conservée au palais de Tokyo. Ses dimensions se révélant inadaptées à l'emplacement auquel elle est destinée, Matisse en réalise une nouvelle version, dite La Danse de Merion, aujourd'hui encore à la Fondation Barnes, à Philadelphie.

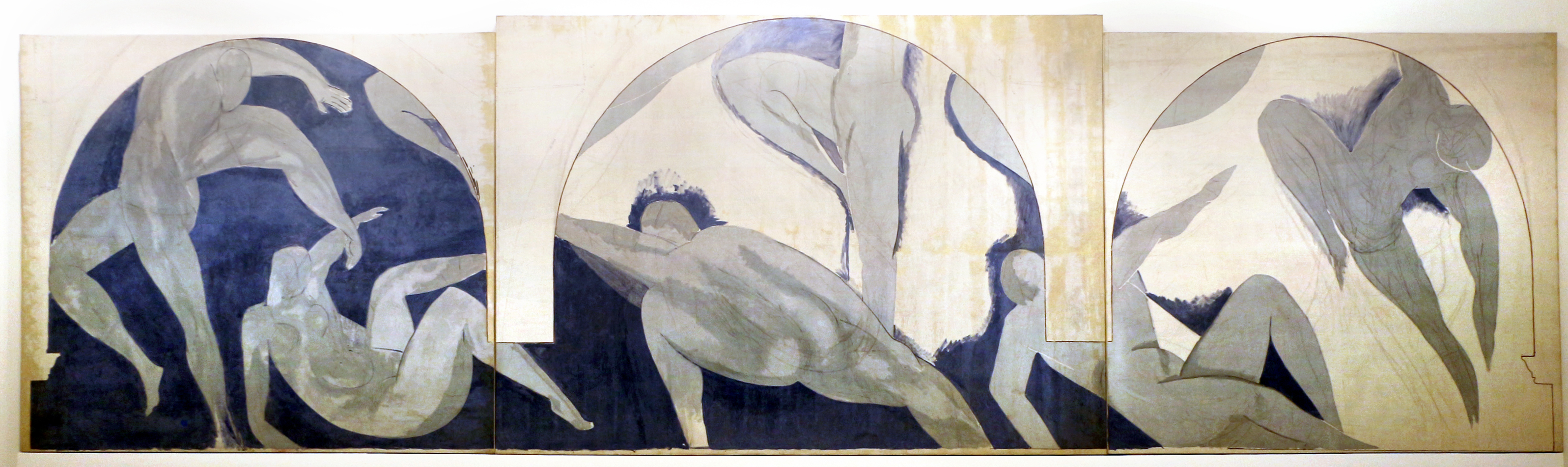
La danse inachevée, 1931